# Polyrhachis wellmani
Polyrhachis wellmani är en myrart som beskrevs av Auguste-Henri Forel 1909. Polyrhachis wellmani ingår i släktet Polyrhachis och familjen myror. Inga underarter finns listade i Catalogue of Life.